# WASP-16b
WASP-16bはWASP-16の周囲を3.12日の周期で公転する太陽系外惑星である。ホットジュピターであると考えられている。質量は木星の0.855倍、半径は1.008倍である。2009年にスーパーWASPプロジェクトの一環としてT.A. Listerの率いるチームによって発見された。